# Sos Worcestershire

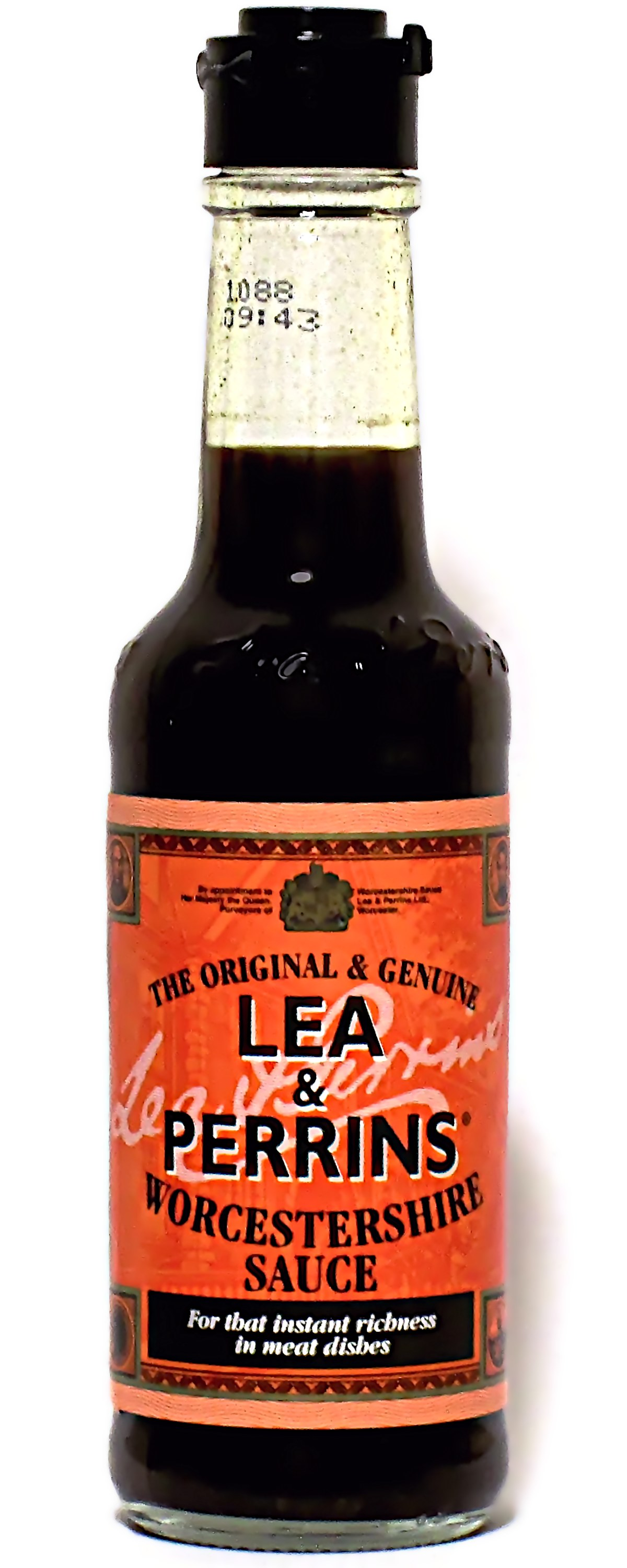
Butelka 150 ml

Sos Worcestershire (także sos Worcester [ˈwʊstərⓘ]) – fermentowany sos kulinarny o korzennym smaku i płynnej konsystencji produkowany przez firmę Lea & Perrins w angielskim mieście Worcester. Oryginalna receptura – stworzona przez Johna Wheeleya Leę i Williama Henry'ego Perrinsa w latach 30. XIX w. – nie jest znana, wiadomo tylko, że jej podstawą jest ocet słodowy, ocet winny i sos powstały w wyniku fermentacji anchois. Według informacji producenta odpowiednio doprawiony Worcestershire dojrzewa przed butelkowaniem przez 18 miesięcy. Nie zawiera cholesterolu, tłuszczów, konserwantów i glutenu oraz zawiera około 80% mniej sodu niż sos sojowy. Produkcja na skalę przemysłową ruszyła w 1837 roku.
Sos Worcestershire jest dodatkiem smakowym zarówno do dań poddanych obróbce, jak i niegotowanych, w szczególności zaś do dań z wołowiny, innych sosów i marynat oraz jako przyprawa do zup, mięs, warzyw i makaronów. Jest ważnym składnikiem sałatki Cezara i koktajlu „Krwawa Mary”.

## Receptura
Sfermentowany sos rybny garum był jedną z nieodłącznych części kuchni greckiej i rzymskiej oraz stanowił podstawę handlu cesarstwa rzymskiego, lecz sos Worcestershire jest spuścizną kontaktów imperium brytyjskiego z Indiami. Podobne sosy bazujące na sfermentowanych anchois pojawiały się w Europie już w XVII wieku.
Klasyczny przepis na sos Worcestershire zakłada wykorzystanie octu słodowego (wytwarzanego z jęczmienia), octu spirytusowego, melasy, cukru, soli, anchois, wyciągu z owocu tamaryndowca, cebuli, czosnku, przypraw i dodatków. Sosy nieprodukowane przez firmę „Lea & Perrins”, do których stosowana jest nazwa „sos Worcester” składać się mogą z octu, melasy, syropu kukurydzianego, wody, papryczek chilli, sosu sojowego, pieprzu, tamaryndowca, anchois, cebuli, szalotek, asafetydy, czosnku i goździków.

## Historia
Legenda głosi, że lord Marcus Sandys, były gubernator Bengalu napotkał podczas swoich podróży do Indii ciekawy sos, którego brakowało mu po powrocie do rodzinnych stron w latach 30. XIX wieku, więc zlecił lokalnym aptekarzom sporządzenie podobnej mikstury. Brian Keogh stwierdził jednak w swojej książce The Secret Sauce, wydanej w roku 1997 dla uczczenia setnej rocznicy powstania fabryki firmy „Lea & Perrins” w Midland Road, że 
nie istniał nigdy Lord Sandys, który mógłby być gubernatorem Bengalu, czy jakiegokolwiek miejsca w Indiach, co potwierdzają źródła.

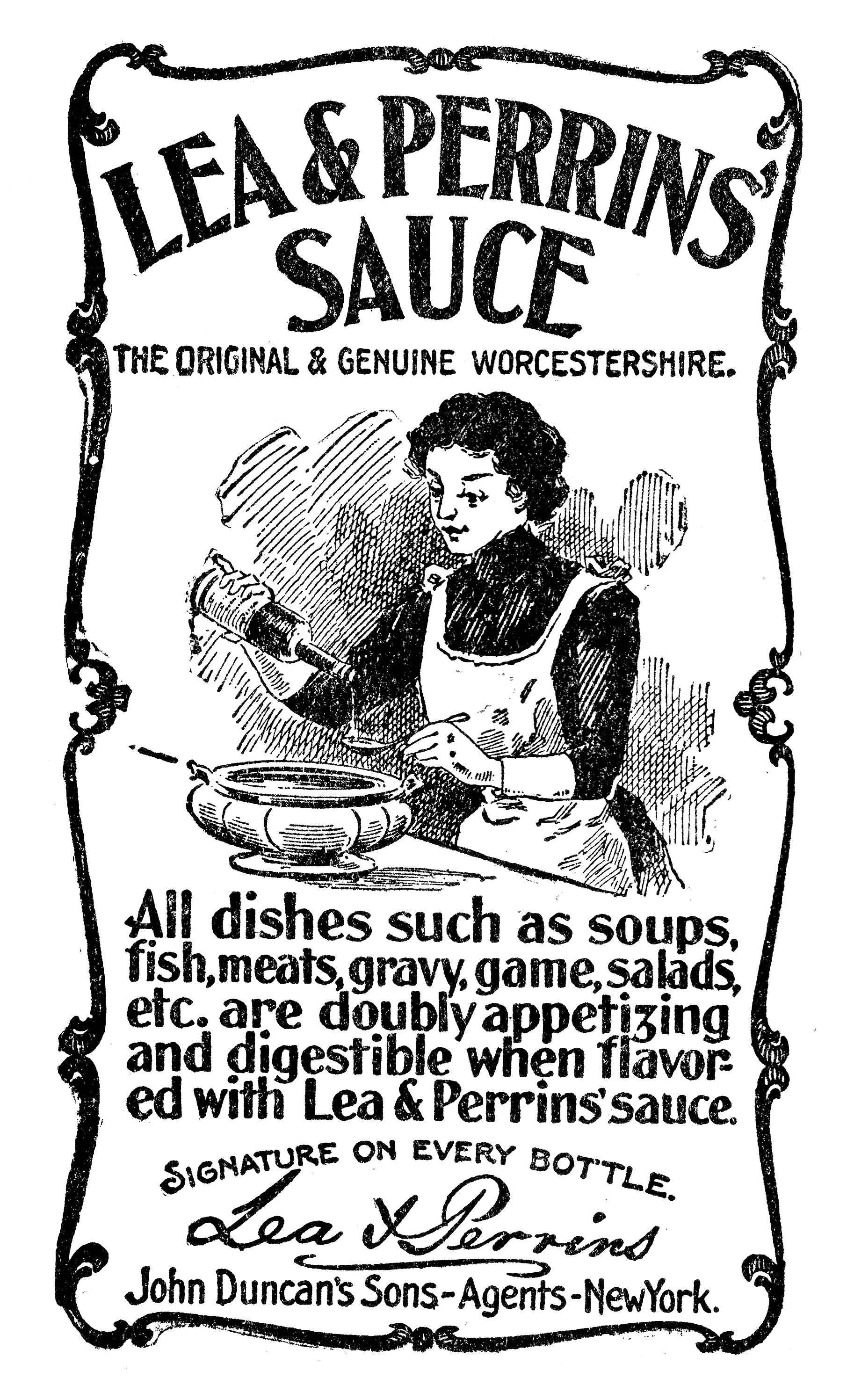
Reklama z 1900 roku

Szlachcic, którego wizerunek wykorzystany został przez założycieli firmy „Lea & Perrins” na etykietach butelek z sosem (z opisem, że sos pochodzi od „dżentelmena z lokalnego hrabstwa”) to prawdopodobnie Arthur Moyses William Sandys, drugi baron Sandys (1792–1860) z miejscowości Ombersley Court w Worcestershire, polityk, członek Izby Lordów, którego nazwisko często stosowane jest zamiennie z nazwiskiem jego następcy, Arthura Marcusa Cecila Sandysa, trzeciego barona Sandys (1798–1863), którego sukcesja do tytułu szlacheckiego nie nastąpiła jednak aż do roku 1860, kiedy to sos znany już był na rynku brytyjskim. Tytuł barona rodziny Sandys został przywrócony w roku 1802 przez matkę drugiego barona, Mary Sandys Hill, która zmarła w 1836 roku, więc w roku 1830 baronia była nadal w rękach kobiecych. Ponieważ umieszczenie wizerunku kobiety na będącej w obrocie handlowym butelce sosu było wówczas niemożliwe ze względu na panujące zasady społeczne, to najprawdopodobniej Mary Sandys Hill zgodziła się na sprzedaż receptury sosu.
Alternatywną wersją tej niepotwierdzonej legendy jest historia opublikowana w roku 1885 przez Thomasa Smitha w książce Successful Advertising (wyd. 7).

Przytaczamy historię sosu Worcestershire jak podał ją The World. Etykieta produktu oznajmia że receptura pochodzi od dżentelmena z lokalnego hrabstwa – lorda Sandysa. Wiele lat temu, pani Grey, autorka między innymi powieści The Gambler's Wife, odwiedziła Ombersley Court. Podczas jej wizyty lady Sandys wspomniała, że chciałaby zdobyć gdzieś dobrej jakości sproszkowaną przyprawę curry. W pani Grey obudziło to wspomnienie receptury, którą trzymała w biurku, a którą otrzymała od wuja, sir Charlesa, głównego sędziego w Indiach. Lady Sandys zauważyła, że w Worcester zamieszkiwali zdolni aptekarze, którzy prawdopodobnie zdołaliby wyprodukować pożądany proszek. Panowie Lea i Perrins po obejrzeniu receptury zwątpili w to, czy uda im się sprowadzić wszystkie niezbędne składniki, lecz obiecali, że zrobią, co w ich mocy. W obiecanym czasie przekazali paczuszkę z proszkiem. Komuś z ówczesnych aptekarzy wpadł do głowy pomysł, że rozpuszczony proszek stałby się dobrym sosem. Uzyskane z jego sprzedaży zyski liczone były w tysiącach funtów rocznie.

Gdy po raz pierwszy wytworzono daną miksturę, okazała się ona tak mocna, że aż niejadalna, wobec czego beczkę z nią  umieszczono w piwnicy apteki panów Lea i Perrinsa. Po kilku latach, chcąc zwolnić miejsce do przechowywania innych towarów, aptekarze zdecydowali, że spróbują znajdującej się w beczce mieszaniny – prawdopodobnie po to, by sprawdzić, czy nadal jest niejadalna jak poprzednio. Degustacja pozwoliła stwierdzić, że sfermentowany sos stracił na swej ostrości i można go było spożywać. W roku 1838 do obrotu wprowadzono pierwsze butelki produktu „Lea & Perrins Worcestershire Sauce”. 
John Wheeley Lea (badania i rozwój produktu) oraz William Perrins (finanse) prowadzili w budynku przy Broad Street w Worcester sklep z produktami chemicznymi i farmaceutycznymi. Nagromadzone przez nich bogactwo to jednak głównie efekt produkcji i sprzedaży sosu. Wybudowali nową fabrykę, mającą połączenie linią kolejową z Midland Road w Worcester i przez lata wspierali miasto datkami, fundując między innymi Perrins Hall oraz budynek szkoły.